# Kęty

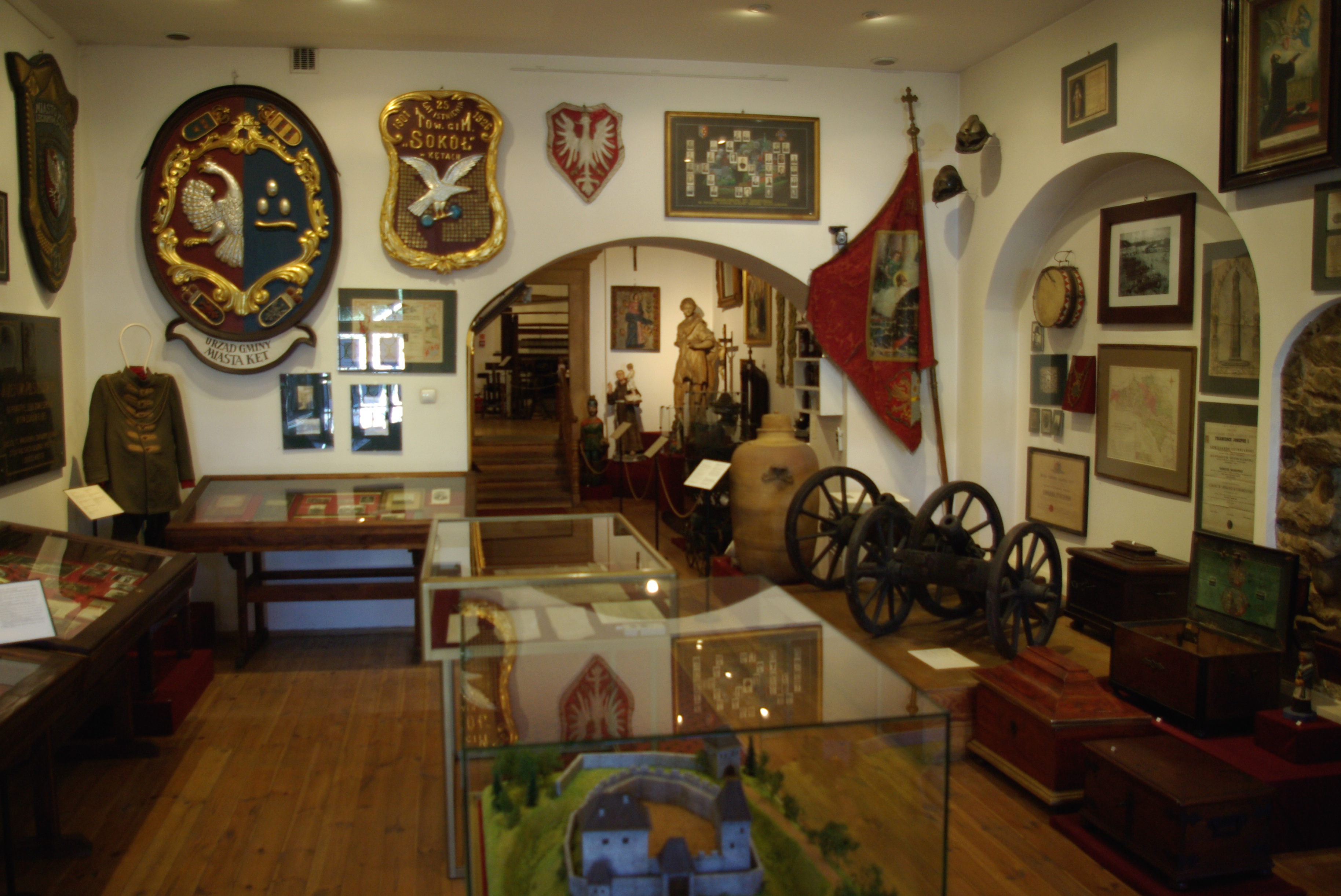
Muzeul Aleksandra Kłosińskiego din Kęty

Kęty este un oraș în județul Oświęcim, Voievodatul Polonia Mică, cu o populație de 18.955 locuitori (2012) în sudul Poloniei.
Orașul datează din 1277, când  prințul polonez Opole Władysław a confirmat vânzarea localității și i-a dat drepturi de oraș. Numele orașului provine de la cuvântul Kat (în limba poloneză înseamnă colț). Cea mai mare dezvoltare a orașului a avut loc sub stăpânirea Dinastiei Jagiellonilor, când orașul a devenit proprietate regală.
Fiul orașului Kęnty, Stanislaus Bacenga a devenit Sfântul Ioan Cantius, cunoscut și sub numele de Ioan (Johann) din Cracovia.

## Educație
- Wyższa Szkoła Nauk Ekonomicznych i Społecznych w Kętach